# Neomarkia
Neomarkia là một chi bướm đêm thuộc phân họ Tortricinae của họ Tortricidae.

## Các loài
- Neomarkia trifascia (Razowski, 2001)